# Campionats del món de ciclocròs de 1954
Els Campionats del món de ciclocròs de 1954 foren la cinquena edició dels mundials de la modalitat de ciclocròs i es disputaren el 28 de febrer de 1954 a Crenna, Itàlia. La competició consistí en una única cursa masculina.

## Resultats
| Prova                | Or                       | Or      | Plata                 | Plata | Bronze              | Bronze |
| Cursa elit masculina | André Dufraisse · França | 55' 06" | Pierre Jodet · França | + 44" | Hans Bieri · Suïssa | + 56"  |

## Classificació de la prova masculina elit
| Pos. | Ciclista                | País      | Temps    |
| ---- | ----------------------- | --------- | -------- |
|      | André Dufraisse         | França    | 55' 06"  |
|      | Pierre Jodet            | França    | + 44"    |
|      | Hans Bieri              | Suïssa    | + 56"    |
| 4    | Georges Furnière        | Bèlgica   | + 1' 28" |
| 5    | Johny Goedert           | Luxemburg | + 1' 32" |
| 6    | Antón Barrutia          | Espanya   | + 1' 47" |
| 7    | Roger De Clercq         | Bèlgica   | + 2' 07" |
| 8    | José Michelena          | Espanya   | + 2' 07" |
| 9    | Frans Feremans          | Bèlgica   | + 2' 07" |
| 10   | Calixte Van Steenbrugge | Bèlgica   | + 2' 34" |

## Medaller
| Posició | País   | Or | Plata | Bronze | Total |
| 1       | França | 1  | 1     | 0      | 2     |
| 2       | Suïssa | 0  | 0     | 1      | 1     |